# Военно-морские силы Джибути
Военно-морские силы Джибути (фр. Garde-Cotes, сомал. Ciidanka Badda Jabuuti) — один из видов вооружённых сил Джибути. Отвечают за безопасность береговой линии Джибути, длина которой составляет более 314 км.

## История
Военно-морские силы Джибути были созданы спустя два года после того, как государство Джибути получило свою независимость в 1977 году. Первоначально силы включали в себя остатки жандармерии и основной его функцией было обеспечение безопасности порта и контроль судоходства. Прибрежные воды Джибути имеют значительные рыбные ресурсы, составляющие важную часть рациона коренного населения, и рыбопромышленная отрасль предоставляет более чем 1000 рабочих мест местным жителям. В 2006 году США передало в дар 5 патрульных кораблей, что значительно увеличило радиус действия ВМС. Также растёт взаимодействие и с йеменскими военно-морскими силами, так как и США и Йемен стремятся защищать и поддерживать безопасность морских путей.

## Военные корабли
- 35 Tonne Swari-Class Inshore Patrol Craft −5

## Оружие
- Пусковые установки
- Пулемёты